# Convento di Champaigue
Il Convento di Champaigue (in francese: Couvent des Cordeliers de Champaigue) è un edificio religioso che si trovava a circa un chilometro fuori dal centro abitato di Souvigny, nel dipartimento francese di Allier. Assieme al monastero benedettino di Souvigny, era la necropoli preferita dei signori di Borbone.